# البنك الأول للولايات المتحدة
الرئيس ومديرو البنك المركزي وشركة بنك الولايات المتحدة، المعروف عمومًا باسم البنك الأول للولايات المتحدة، هو بنك وطني منحه الكونغرس الأميركي ترخيصًا لمدة عشرين عامًا في 25 فبراير 1791. تلا البنك الأول للولايات المتحدة بنك أمريكا الشمالية، وهو أول بنك وطني فعلي في البلاد. مع ذلك، لم يؤدِ أي منهما وظائف البنك المركزي الحديثة: لم يضعا سياسات نقدية أو ينظما البنوك الخاصة أو يحتفظا بالاحتياطيات الزائدة لديهما أو يقرضا المال في حالات الأزمات.
تمثلت وظيفة البنك الرئيسية القومية بفتح فروع في عدة ولايات ومنح قروض للحكومة الأمريكية. بينما كانت البنوك الأخرى في الولايات المتحدة تُمنح تراخيص لكل واحد منها في ولاية واحدة فقط.
كان تأسيس بنك الولايات المتحدة جزءًا من توسيع القوى المالية والنقدية الفيدرالية في البلاد، إلى جانب دار النقد الفيدرالية وضرائب السلع الفاخرة، والتي دعمها ألكسندر هاميلتون، أول وزير للخزنة في الولايات المتحدة. اعتقد هاميلتون أن البنك الوطني ضروري لترسيخ الائتمان الوطني وتحسينه، ولتحسين إدارة الأعمال المالية لحكومة الولايات المتحدة بموجب الدستور الجديد.
جرى الانتهاء من بناء مبنى البنك الأول، الذي يقع مقره في فيلادلفيا، بنسلفانيا، ضمن منطقة متنزه الاستقلال التاريخي الوطني، في عام 1797، وهو معلم تاريخي وطني بسبب أهميته التاريخية والهندسية.

## خلفية
في عام 1791، كان بنك الولايات المتحدة واحدًا من ثلاثة مشاريع مالية رئيسية اقترحها ألكسندر هاميلتون، أول وزير للخزنة، وأيدها. بالإضافة إلى البنك الوطني، تضمنت الإجراءات الأخرى تحمّل الحكومة الأمريكية ديون الحرب الثورية الأمريكية وإنشاء دار نقد فيدرالية وفرض ضريبة اتحادية على السلع. سعى هاميلتون من هذه الإجراءات تحقيق الأهداف الآتية:
- إنشاء نظام مالي منظم وواضح للولايات المتحدة الجديدة.
- ترسيخ الائتمان -داخليًا وخارجيًا- في الدولة الجديدة.
- حل مشكلة العملة الورقية التي أصدرها الكونغرس قبل الحرب الثورية الأمريكية وخلالها، والتي كانت تعرف باسم «الكونتيننتال».

ببساطة، تلخصت الأهداف الأربعة لهاميلتون في:
- تحمل الحكومة الفيدرالية لديون الحرب الثورية الأمريكية.
- سداد ديون الحرب.
- جمع الأموال للحكومة الجديدة.[3]
- إنشاء بنك وطني وإصدار عملة مشتركة.[4]

## مقترح الإنشاء
وفقًا للخطة التي جرى طرحها قبل الدورة الأولى للكونغرس الأول في عام 1790، اقترح هاميلتون إقامة تمويل أولي لبنك الولايات المتحدة الأول من خلال بيع 10 ملايين دولار من الأسهم، إذ ستسعى الحكومة الأمريكية لشراء أول 2 مليون دولار من الأسهم. لكن هاميلتون توقع الاعتراض على ذلك لأن الحكومة الأمريكية لا تمتلك هذا المقدار من المال، فاقترح أن تشتري الحكومة الأسهم باستخدام الأموال المقترضة من البنك؛ وسيجري سداد القرض على دفعات متساوية سنوية مدة عشر سنوات. ستكون 8 ملايين دولار المتبقية من الأسهم متاحة للشعب، سواء داخل الولايات المتحدة أو في الخارج. وضع المشترون غير الحكوميين شرطًا رئيسيًا هو أن يُدفع ربع سعر الشراء بالذهب أو الفضة، ويمكن دفع الرصيد المتبقي بالسندات أو الأوراق المالية القانونية القابلة للتداول، وما إلى ذلك.
على عكس بنك إنجلترا، كانت الوظيفة الأساسية للبنك هي إصدار الائتمانات للحكومة والشركات الخاصة لدعم التطوير الاقتصادي والبنية التحتية الداخلية، وفقًا لنظام هاميلتون للائتمان العام. على الرغم من أهمية الأعمال التي سيقوم بها البنك نيابة عن الحكومة الفيدرالية -باعتباره مستودعًا لجمع الضرائب ومنح قروض قصيرة الأجل للحكومة لتغطية الفجوات الدخلية المؤقتة الفعلية أو المحتملة- كانت طبيعية هذه الوظائف ثانوية.
كانت هناك شروط أخرى لإنشاء بنك الولايات المتحدة الأول. من بين هذه الشروط:
* أن يكون للبنك ترخيص لمدة عشرين عامًا من عام 1791 حتى 1811، بعد ذلك سيكون من مسؤولية الكونغرس الموافقة على تجديد البنك وترخيصه أو رفض ذلك. مع ذلك، لن يجري تفويض أي بنك فيدرالي آخر خلال هذه الفترة، وسيكون للولايات حرية منح تراخيص لبنوك داخلية حسب رغبتها.
* أن يكون البنك ممنوعًا من شراء السندات الحكومية وأن يكون التداول إلزاميًا على المديرين.
* أن لا يصدر البنك أوراقًا نقدية ولا يتعرض للديون التي تجاوزت قيمتها الرأسمالية الفعلية.
* السماح للأجانب، سواء كانوا في الخارج أو مقيمين في الولايات المتحدة، بشراء أسهم بنك الولايات المتحدة الأول، دون السماح لهم بالتصويت.
* السماح لوزير الخزنة بإلغاء الودائع الحكومية، وفحص السجلات، وطلب بيانات حالة البنك باستمرار وبمعدل مرة واحدة في الأسبوع.
لضمان قدرة الحكومة على تلبية متطلبات حساباتها الحكومية الحالية والمستقبلية، كان هناك حاجة إلى مصدر إضافي للتمويل، إذ كان من المتوقع أن تبدأ مدفوعات الفائدة على ديون الولايات المقترضة في نهاية عام 1791، وتتطلب هذه المدفوعات 788,333 دولارًا سنويًا، بالإضافة إلى 38,291 دولار مطلوب لتغطية النقص في الأموال التي جرى تخصيصها للتعهدات والالتزامات. لتحقيق هذا، جدد هاميلتون مقترحًا قدمه قبل نحو عام -زيادة الرسوم على المشروبات الروحية المستوردة، بالإضافة إلى رفع الضريبة على الويسكي والمشروبات الأخرى المقطرة داخليًا. أدت المعارضة المحلية للضريبة إلى اندلاع تمرد الويسكي.

## المعارضة
واجهت هواجس مقترح البنك الذي قدمه هاميلتون معارضة كبيرة من خصوم السلطة الفيدرالية. قاد وزير الخارجية توماس جيفرسون وجيمس ماديسون الاعتراض، إذ اعتبروا أن البنك كان غير دستوري، وأنه قدم الفائدة للتجار والمستثمرين على حساب معظم السكان.
مثل معظم أعضاء الكونغرس من الجنوب، عارض جيفرسون وماديسون أيضًا اقتراح هاميلتون الثاني من بين الثلاثة المقترحات: إنشاء دار نقد حكومية رسمية. اعتقدوا أن تركيز السلطة بعيدًا عن البنوك المحلية كان خطيرًا على نظام نقدي سليم يعود بالفائدة بشكل رئيسي على مصالح الأعمال في الشمال التجاري، وليس مصالح الزراعة في الجنوب. اعتبروا أن هذه المقترحات ستنتهك حقوق الملكية. بالإضافة إلى ذلك، اعتبروا أن إنشاء مثل هذا البنك ينتهك الدستور، الذي نص بوضوح على أن الكونغرس ينبغي أن ينظم الأوزان والمقاييس ويصدر النقود المعدنية (بدلًا من العملات النقدية وأوراق الائتمان).
لم يواجه الجزء الأول من المشروع، وهو مفهوم البنك وإنشاء دار نقد وطنية، أي اعتراض حقيقي وجرت الموافقة عليه بسهولة؛ وكان من المفترض أن يُقَر الجزء الثاني والثالث (البنك وضريبة الاستهلاك لتمويله) بنفس الطريقة، وبالفعل حدث ذلك: إذ جرى إقرار نسخة مشروع القانون في مجلس النواب بسهولة على الرغم من وجود بعض الاعتراضات الحادة. كذلك في مجلس الشيوخ، حيث جرت الموافقة على نسخة المجلس بأقل عدد من الاعتراضات وبشكل أكثر اعتدالًا. بدأت التعقيدات بالظهور عندما تغير مشروع الضريبة في المجلسين. في مجلس الشيوخ، اعترض أنصار هاميلتون على تعديل مجلس النواب لخطط الضريبة على الاستهلاك.
أثار إنشاء البنك العديد من الأسئلة المبكرة حول الدستورية في الحكومة الجديدة. جادل هاميلتون، وزير الخزنة آنذاك، بأن البنك ليس إلا وسيلة فعالة لاستخدام السلطات المصرح بها للحكومة ضمنيًا بموجب قانون الدستور. جادل وزير الخارجية توماس جيفرسون بأن البنك انتهك قوانين الملكية التقليدية وأن صلته بالسلطات المصرح بها دستوريًا ضعيفة. جادل جيمس ماديسون بحجة أخرى، إذ اعتقد أن الكونغرس لم يحصل على سلطة دمج بنك أو أي وكالة حكومية أخرى. استندت حجته في المقام الأول إلى التعديل العاشر في الدستور والذي ينص على: أن الولايات أو الشعب يحتفظان بمهمة تولي جميع السلطات غير الممنوحة للكونغرس. بالإضافة إلى ذلك، ساد اعتقاد بأنه إذا أراد كُتاب الدستور وواضعوه أن يتمتع الكونغرس بهذه السلطة، لكانوا كتبوها صراحة في الدستور. وقع القرار في نهاية المطاف على عاتق الرئيس جورج واشنطن، الذي أجرى العديد من التحقيقات والاستقصاءات حول آراء أعضاء مجلس الوزراء.